# Martín de Córdova e Velasco
Martín de Córdova e Velasco foi Vice-rei de Navarra e Conde de Alcaudete. Exerceu o vice-reinado de Navarra entre 1527 e 1534. Antes dele o cargo foi exercido por Francisco de Zúñiga Avellaneda y Velasco. Seguiu-se-lhe Diego Hurtado de Mendoza e Silva, 2.º Marquês de Cañete .